# 巫术V：漩涡之心
《巫术V：漩涡之心》是一款由Sir-Tech制作和发行的电子角色扮演游戏。本游戏为巫术系列的第5作，游戏最初于1988年发行。
《巫术V：漩涡之心》紧接着《巫术III：利加敏的遗产》事件，开始于一段和平时期。
《龙》在1989年对本游戏进行了评价，评论者给予本游戏5颗星中的4颗星。